# Cyklamen purpurowy
Cyklamen purpurowy, syn. cyklamen europejski (Cyclamen purpurascens Mill.) – gatunek rośliny należący do rodziny pierwiosnkowatych. Pochodzi z południowej i środkowej Europy. W Polsce dziko rosnące okazy są rzadkością. Znane są dwa stanowiska w Górach Kaczawskich. Jest uprawiany jako roślina ozdobna, czasami dziczeje (kenofit).

## Morfologia
ŁodygaOsiąga do 15 cm wysokości.
LiścieDługoogonkowe, sercowate, ozdobne, zimozielne. Na spodniej stronie są purpurowe, na górnej często mają słabe, srebrzyste plamy.
KwiatyO kształcie kielicha, u podstawy wychylone ku górze.

## Biologia i ekologia
Bylina, geofit. Siedlisko: miejsca półcieniste, cieniste. Kwitnie od lipca do września. Roślina trująca: zawiera trujący glikozyd.

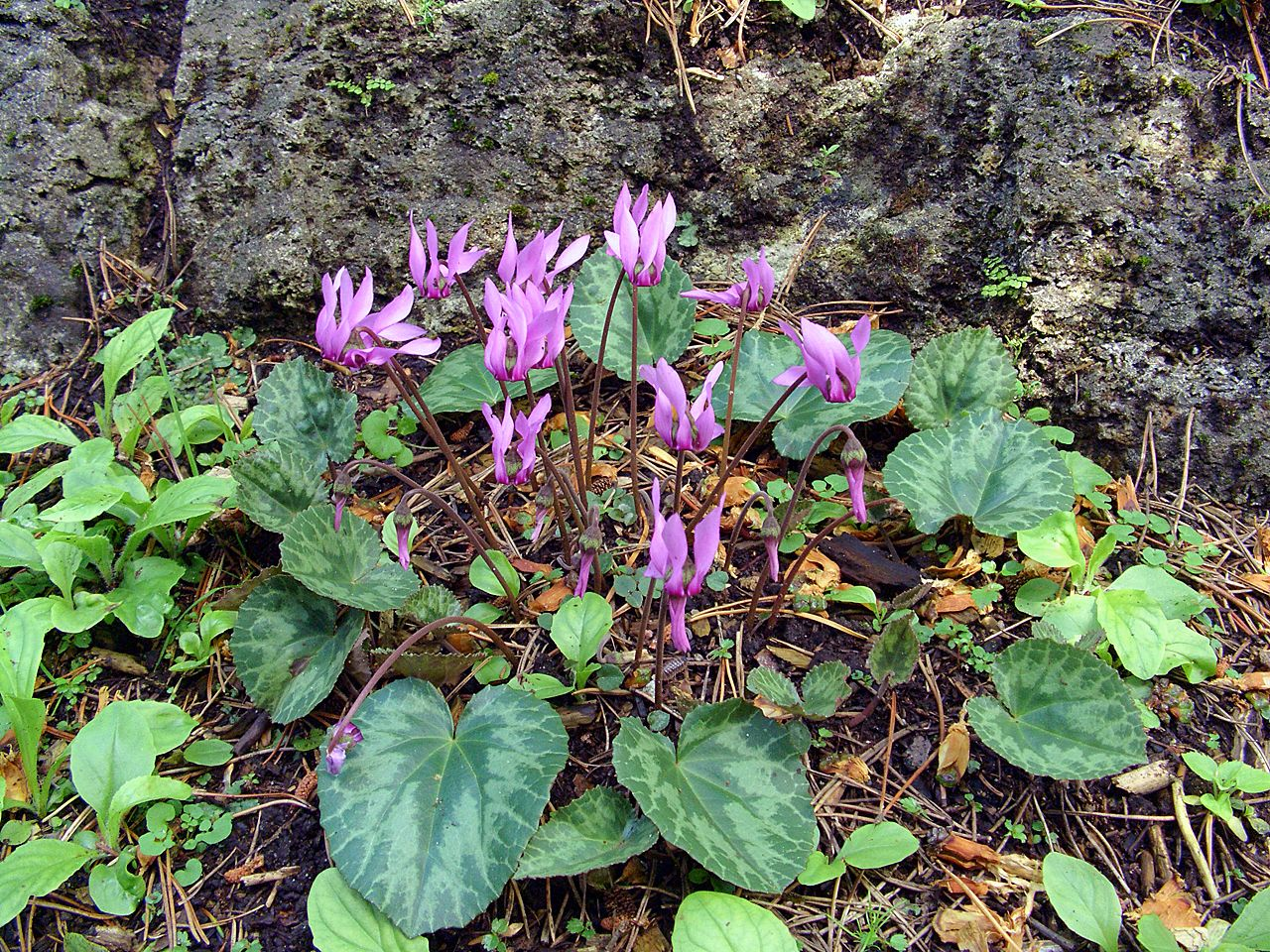
Cyklamen purpurowy

## Ochrona
W Polsce gatunek objęty jest ścisłą ochroną prawną. Zaliczany jest w Polskiej Czerwonej Księdze Roślin do gatunków krytycznie zagrożonych (CR).

## Zastosowanie
Jest uprawiany jako ogrodowa roślina ozdobna, często w pojemnikach na balkonach, w altanach. Strefy mrozoodporności 5-9. Wymaga gleb wapiennych i przepuszczalnych. Zimą potrzebne zabezpieczenie przed nadmiarem wilgoci.